# أنخيل تروخيو
أنخيل تروخيو (بالإسبانية: Ángel Trujillo Canorea)‏ هو لاعب كرة قدم إسباني في مركز الدفاع، ولد في 8 سبتمبر 1987 في مدريد في إسبانيا. لعب مع نادي ألميريا ونادي غوادالاخارا ونادي ليفانتي.

## وصلات خارجية
- الموقع الرسمي
- أنخيل تروخيو على موقع قاعدة بيانات كرة القدم.إي يو (الإنجليزية)
- أنخيل تروخيو على موقع Soccerbase.com (لاعب) (الإنجليزية)
- أنخيل تروخيو على موقع Soccerway.com (الإنجليزية)
- أنخيل تروخيو على موقع AS.com (الإسبانية)